# Kipushi
Kipushi – miasto w Demokratycznej Republice Konga, w prowincji Górna Katanga. Położone 35 km na południowy zachód od Lubumbashi, blisko granicy z Zambią. Główna gałęzią gospodarczą miasta jest górnictwo.